# مانويل لوبو أنتونيس
مانويل لوبو أنتونيس (بالبرتغالية: Manuel Lobo Antunes‏) هو سياسي برتغالي، ولد في 27 يونيو 1958 في لشبونة في البرتغال.